# Godflesh
Godflesh is een Britse rockgroep uit Birmingham. De band werd opgericht in 1988 door zanger/gitarist Justin K. Broadrick (tevens drumprogrammeur) en bassist G.C. Green. Godflesh wordt beschouwd als een van de belangrijkste industrial metalbands, samen met het Amerikaanse Ministry, hoewel beide bands erg verschillend klinken. De band werd opgeheven in 2002. In 2010 werd de band heropgericht.
Godflesh wordt gekenmerkt door een mix van drumcomputers en slepende krachtige, soms bijna dissonante, gitaarklanken. Later in haar carrière maakte Godflesh ook gebruik van echte drummers, zoals Brian "Brain" Mantia (Primus, Guns 'n' Roses) en Ted Parsons (bekend van onder andere Swans en Prong).

## Geschiedenis
In 1982 werd door G.C. Green de groep ‘Fall Of Because’ opgericht. Justin Broadrick trad toe als zanger/drummer. Broadrick was hierna gitarist van Napalm Death (1985-1986) en drummer van de groep Head Of David (1986-1988). De samenwerking in 'Fall Of Because' zou de voorbode blijken van Godflesh.
In 1988 richtten Green en Broadrick samen Godflesh op. Hetzelfde jaar verschijnt al een mini-album onder de eigen naam. Met het album ‘Streetcleaner’ (1989) breekt de band door bij het grote metalpubliek en dankzij het - voor metalstandaarden in 1992 - bij vlagen esotherische album ‘Pure’ (1992) wint de groep ook fans uit andere muziekgenres.
"Selfless" (1994) weet echter de kwaliteit en het succes van de voorgaande twee full length albums niet te evenaren. Op het album "Songs Of Love And Hate" (1996) zet de band de kwalitatieve misstap recht. Op het album speelt drummer Brian Mantia de drums in, maar het album klinkt nog steeds industrieel. Het album zit stilistisch tussen 'Streetcleaner' en 'Pure' in en wordt gerekend tot de sterkste albums uit het oeuvre van de band.
Het album "Us and Them" (1999) blijkt het meest experimentele reguliere album (minialbums en remixalbums niet meegerekend) van de groep doch maakt niet de gewenste indruk door vooral de zeer povere productie. Na het album "Hymns" (2001) verlaat Green de groep. Hierna valt het doek voor Godflesh. In 2003 brengt het label Relapse zeldzaam verkrijgbare opnames uit 1994 uit onder de naam "Messiah"
Broadrick zet zijn muzikale carrière voort met de nieuwe band Jesu waarin ook drummer Ted Parsons te vinden is.
In 2010 wordt de band opnieuw opgericht. Sindsdien verschijnen
- Streetcleaner: Live at Roadburn 2011 (Livealbum) 2013
- F.O.D. (Fuck of Death) (Single) 2013
- Decline & Fall EP (ep) 2014[1]
- A World Lit Only by Fire (album) 2014

## Discografie
- Godflesh ep (Swordfish, 1988)
- Streetcleaner (Earache, 1989)
- Godflesh (Earache, 1990) cd-heruitgave van de ep uit 1988. bevat bonusmateriaal.
- Slavestate ep (1991)
- Pure (Earache, 1992)
- Cold World ep (Combat, 1992)
- Selfless (Earache, 1994)
- Merciless ep (Earache, 1994)
- Songs of Love and Hate (Earache, 1996)
- Us and Them (Earache, 1999)
- Hymns (Music for Nations, 2001)
- Messiah ep (Relapse, 2003)
- Decline & Fall (Avalanche Recordings, 2014)
- A World Lit Only by Fire (Avalanche Recordings, 2014)[2]
- Post Self (Avalanche Recordings, 2017)